# Morzyce (osada w powiecie radziejowskim)
Morzyce – osada w Polsce położona w województwie kujawsko-pomorskim, w powiecie radziejowskim, w gminie Bytoń.
W latach 1975–1998 miejscowość położona była w województwie włocławskim.
W miejscowości działało Państwowe Gospodarstwo Rolne Morzyce.